# Frontiers in Bioengineering and Biotechnology
Frontiers in Bioengineering and Biotechnology, abgekürzt Front. Bioeng. Biotechnol., ist eine wissenschaftliche Open-Access-Zeitschrift aus der Frontiers Journal Series. Sie erscheint seit dem Jahr 2013. Chefredakteur ist Ranieri Cancedda. und veröffentlicht Originalarbeiten und Übersichtsartikel aus den folgenden Themenbereichen:
- Bioenergie und Biokraftstoffe
- Bioinformatik und computergestützte biologische Forschung
- Biomaterialien
- Biomechanik
- Bionik and Biomimetik
- Bioverfahrenstechnik
- Biosicherheit
- Industrielle Biotechnologie
- Nanobiotechnologie
- Synthetische Biologie
- Tissue Engineering und Regenerative Medizin

Der Impact Factor wurde erstmals 2019 berechnet und lag bei 5,122.